# 1929

## Събития
- Начало на Световната икономическа криза.

## Родени
- Йончо Арсов, български футболист († 2011 г.)
- 3 януари – Серджо Леоне, италиански режисьор († 1989 г.)
- 6 януари – Бабрак Кармал, афганистански политик († 1996 г.)
- 9 януари – Хайнер Мюлер, немски писател († 1995 г.)
- 11 януари – Людия Иванов, български учен († 2002 г.)
- 12 януари – Коста Странджев, български писател († 1991 г.)
- 15 януари – Мартин Лутър Кинг, афроамерикански борец за граждански права, лауреат на Нобелова награда за мир през 1964 г. († 1968 г.)
- 31 януари – Рудолф Мьосбауер, немски физик, лауреат на Нобелова награда за физика през 1961 г. († 2011 г.)
- 6 февруари
  - Пиер Брис, френски актьор († 2015 г.)
  - Кийт Уотърхаус, британски писател и журналист († 2009 г.)
- 9 февруари – Таиджи Касе, японски каратист († 2004 г.)
- 10 февруари – Джери Голдсмит, американски композитор и музикант († 2004 г.)
- 14 февруари – Александър Христов, български журналист († 2005 г.)
- 15 февруари – Греъм Хил, британски пилот от Формула 1 († 1975 г.)
- 16 февруари
  - Герхард Ханапи, австрийски футболист († 1980 г.)
  - Карл Колер, австрийски футболист († 2009 г.)
- 17 февруари – Алехандро Ходоровски, режисьор, писател, актьор
- 18 февруари – Андре Матьо, канадски пианист и композитор († 1968 г.)
- 19 февруари – Жак Дере, френски кино-режисьор († 2003 г.)
- 23 февруари – Алексий ІІ, руски патриарх († 2008 г.)
- 28 февруари – Франк Гери, американски архитект
- 1 март – Георги Марков, български писател († 1978 г.)
- 8 март
  - Видин Даскалов, български оперетен певец († 2001 г.)
  - Тодор Симов, български волейболист
  - Ебе Камарго, бразилска телевизионна водеща († 2012 г.)
- 10 март
  - Борис Георгиев, български боксьор († 2017 г.)
  - Соня Кънчева, българска народна певица († 2006 г.)
- 17 март – Нено Дончев, български аграрен учен († 1991 г.)
- 18 март – Криста Волф, немска писателка († 2011 г.)
- 20 март – Илзе Тилш, австрийска писателка
- 28 март – Вера Мутафчиева, българска писателка († 2009 г.)
- 1 април
  - Милан Кундера, чехословашки писател († 2023 г.)
  - Иван Станчов, български дипломат
- 2 април – Минко Николов, български филолог († 1966 г.)
- 5 април
  - Айвар Гаявър, американски физик, лауреат на Нобелова награда за физика през 1973 г.
  - Хюго Клаус, белгийски писател († 2008 г.)
- 6 април – Христос Сардзетакис, гръцки политик († 2022 г.)
- 7 април – Дамян Заберски, български художник († 2006 г.)
- 10 април
  - Майк Хауторн, британски пилот от Формула 1 († 1959 г.)
  - Макс фон Сюдов, шведски актьор
- 12 април – Георги Енишейнов, български футболист († 2002 г.)
- 17 април – Джон Ериксон, британски историк († 2002 г.)
- 20 април – Вадим Юсов, руски кинооператор († 2013 г.)
- 25 април – Атанас Натев, български философ, изкуствовед, литературен теоретик († 1998 г.)
- 28 април – Валтер Щалвиц, германски художник
- 29 април – Валтер Кемповски, немски писател († 2007 г.)
- 1 май – Ралф Дарендорф, германско-британски политик († 2009 г.)
- 3 май – Вадим Масон, руски археолог († 2010 г.)
- 6 юни – Сабах IV ал-Ахмад ал-Джабер ал-Сабах, емир на Кувейт
- 10 юни – Коста Цонев, български актьор († 2012 г.)
- 12 юни – Ане Франк, писателка († 1945 г.)
- 17 юни
  - Тигран Петросян, арменски шахматист († 1984 г.)
  - Юлия Винер-Ченишева, българска оперна певица († 2010 г.)
- 18 юни – Юрген Хабермас, немски философ и социолог
- 27 юни – Доньо Донев, български художник – аниматор и карикатурист († 2007 г.)
- 1 юли – Джералд Еделман, американски биохимик и имунолог, Нобелов лауреат през 1972 г. († 2014 г.)
- 3 юли – Петър Дюлгеров, български политик († 2003 г.)
- 4 юли – Тодор Рачински, български учен († 1980 г.)
- 5 юли – Йован Рашкович, хърватски политик († 1992 г.)
- 6 юли – Тончо Жечев, български писател († 2000 г.)
- 7 юли – Райнхард Баумгарт, немски писател († 2003 г.)
- 9 юли – Станка Пенчева, българска поетеса († 2014 г.)
- 16 юли – Дойно Дойнов, български историк († 2014 г.)
- 17 юли – Бранко Зебец, хърватски футболист и треньор († 1988 г.)
- 21 юли – Васил Гоцев, български юрист и политик
- 25 юли – Василий Шукшин, руски писател, киноактьор и режисьор († 1974 г.)
- 28 юли – Жаклин Кенеди Онасис, първа дама на САЩ (1961 – 1963) († 1994 г.)
- 17 август – Гари Пауърс, американски офицер († 1977 г.)
- 20 август – Александър Алексиев, писател от Република Македония († 2006 г.)
- 4 или 24 август – Ясер Арафат, палестински революционер, лауреат на Нобелова награда за мир през 1994 г. († 2004 г.)
- 29 август – Мария Димова, българска състезателка по ски бягане
- 30 август – Цветан Бончев, български физик († 1995 г.)
- 3 септември – Ирини Папа, гръцка актриса († 2022 г.)
- 13 септември – Николай Гяуров, български оперен певец († 2004 г.)
- 14 септември – Фердинан Ойоно, камерунски писател и политик († 2010 г.)
- 17 септември – Стърлинг Мос, британски пилот от Формула 1
- 25 септември – Владимир Арденски, български журналист и писател
- 6 октомври – Катя Динева, българска актриса († 2011 г.)
- 8 октомври – Диди, бразилски футболист († 2001 г.)
- 11 октомври – Георги Арнаудов, български футболист († 1998 г.)
- 13 октомври – Недялко Делков, български дендролог († 2001 г.)
- 15 октомври – Милорад Павич, сръбски писател († 2009 г.)
- 19 октомври – Михаил Симонов, руски авиоконструктор († 2011 г.)
- 20 октомври – Сашко Гаврилов, германски музикант и педагог
- 21 октомври – Урсула Ле Гуин, американска писателка († 2018 г.)
- 22 октомври – Лев Яшин, съветски футболист († 1990 г.)
- 23 октомври – Христо Нейков, български художник († 1999)
- 24 октомври – Йордан Радичков, български писател († 2004 г.)
- 25 октомври
  - Здравко Милев, български шахматист († 1984 г.)
  - Петер Рюмкорф, немски поет, белетрист и драматург († 2008 г.)
- 29 октомври – Мария Петрова, български аграрен учен
- 31 октомври
  - Еди Чарлтън, австралийски играч на снукър († 2004 г.)
  - Бъд Спенсър (Карло Педерсоли), италиански актьор († 2016 г.)
- 1 ноември – Димитър Йорданов, български футболист († 1996 г.)
- 9 ноември – Имре Кертес, унгарски писател († 2016 г.)
- 12 ноември – Михаел Енде, немски детски писател († 1995 г.)
- 15 ноември – Едуард Аснър, американски актьор († 2021 г.)
- 19 ноември – Люба Алексиева, българска актриса
- 1 декември – Алфред Моисиу, албански военен и 5-и президент на Албания (2002 – 2007)
- 9 декември – Джон Касавитис, американски актьор († 1989 г.)
- 13 декември – Кристофър Плъмър, канадски актьор
- 19 декември – Паул Ницон, швейцарски писател
- 25 декември – Кръстьо Хаджииванов, български поет († 1952 г.)

## Починали
- Лазар Гълъбов – български общественик
- 24 януари – Васил Главинов, политически деец
- 4 април – Карл Бенц, германски инженер
- 7 април – Едуар Шуре, френски писател и мистик
- 14 април – Георги Кирков, български учен
- 21 май – Арчибалд Роузбъри, британски политик (р. 1847 г.)
- 16 юни – Олдфийлд Томас, британски зоолог
- 17 юни – Йосиф Киров, български революционер
- 14 юли – Ханс Делбрюк, немски историк
- 15 юли – Хуго фон Хофманстал, поет, романист и драматург
- 3 август – Емил Берлинер, американски изобретател
- 19 август – Сергей Дягилев, руски импресарио
- 26 август – Иван Вулпе, български певец
- 30 август – Иво Войнович, хърватски драматург (р. 1857 г.)
- 9 септември – Алексей Павлов, руски геолог
- 19 септември – Георги Баждаров, български революционер и учител
- 3 октомври – Густав Щреземан, германски политик
- 21 октомври – Васил Радославов, български политик (р. 1854 г.)
- 26 октомври – Арно Холц, немски поет и драматург
- 24 ноември – Жорж Клемансо, френски политик (р. 1841 г.)
- 14 декември – Фридрих Грюнангер, австрийски архитект (р. 1856 г.)

## Нобелови награди
- Физика – Луи дьо Бройл
- Химия – Артър Хардън, Ханс фон Ойлер-Келпин
- Физиология или медицина – Кристиан Ейкман, Фредерик Хопкинс
- Литература – Томас Ман
- Мир – Франк Б. Келог